# ارین اکرلی
ارین اکرلی (انگلیسی: Ernie Ackerley) بازیکن فوتبال اهل انگلستان است.